# Eddie Jones (Basketballspieler)
Eddie Charles Jones (* 20. Oktober 1971 in Pompano Beach, Florida) ist ein ehemaliger US-amerikanischer Basketballspieler, der von 1994 bis 2008 in der National Basketball Association (NBA) aktiv war. Jones war in seiner Karriere unter anderem 3× NBA-All-Star und wurde 3× ins All-Defensive Team gewählt. Zudem führte er die Liga 1999/2000 in Steals an.

## NBA-Karriere

### Los Angeles Lakers (1994–1999)
Nach dem Besuch des Collegs an der Temple University wurde Jones im NBA-Draft 1994 von den Los Angeles Lakers an 10. Stelle ausgewählt. Bereits früh machte er auf sich aufmerksam, als er bei der Rookie Challenge am NBA All-Star-Weekend zum wertvollsten Spieler des Spiels (MVP) ausgezeichnet wurde. Jones erzielte 25 Punkte, 4 Rebounds und 6 Steals.
Seine Rookie-Saison schloss er mit 14,0 Punkten und 2,05 Steals pro Spiel ab. Er führte die NBA im Steal/Turnover-Verhältnis mit 1,75 an. Bei der Vergabe des NBA Rookie of the Year Award landete Jones auf den vierten Platz hinter den beiden Gewinnern Grant Hill und Jason Kidd sowie dem Drittplatzierten Glenn Robinson. Ebenso wurde Jones ins NBA All-Rookie First Team berufen.
Jones entwickelte sich bei den Lakers zu einem der besten Shooting Guards der Liga. 1997 und 1998 wurde er ins NBA All-Star-Game berufen. An der Seite von Shaquille O’Neal, Kobe Bryant und Nick Van Exel wurden die Lakers wieder zu einem ernstzunehmenden Titelanwärter. Mit Bryant verband Jones eine enge Freundschaft. Er kannte Bryant seit seiner Collegezeit an der Temple, die in der Nähe von Bryants Heimat Philadelphia lag. So unterstützte und förderte er Bryants Karriere.
Insgesamt spielte Jones viereinhalb Jahre für die Lakers. Während seiner besten Spielzeit 1997/98 erzielte er etwa 17 Punkte, 4 Rebounds, 3,5 Assists sowie 2 Steals pro Spiel.

### Charlotte Hornets (1999–2000)
Während der Saison 1999/2000 wurde Jones zu den Charlotte Hornets transferiert. Im Gegenzug wechselte unter anderem Glen Rice nach Los Angeles. Bei den Hornets reifte Jones zu einem Franchise-Player heran. Während der Spielzeit 1999/2000 wurde er erneut in das All-Star-Game berufen, außerdem wurde er ins All-NBA Third Team, sowie zum dritten Mal in Folge ins NBA All-Defensive Second Team gewählt. Die Saison schloss Jones mit 20,1 Punkten pro Spiel ab.

### Miami Heat (2000–2005)
Nach einem Jahr in Charlotte wechselte Jones in Form eines Sign-and-Trade-Deals zu seinem Heimatklub, den Miami Heat. Im Gegenzug ging unter anderem Jamal Mashburn zu den Hornets.
Die ersten Jahre an der Seite von Alonzo Mourning verliefen, statistisch gesehen, gut für Jones. Mit 18 Punkten, 4,5 Rebounds und 3,5 Assists gehörte er zu den Führungsspielern der Heat. Der mannschaftliche Erfolg blieb jedoch aus. Die Heat entschieden, in Zukunft auf Jungstar Dwyane Wade zu bauen. So wurde Jones 2005 an die Memphis Grizzlies abgegeben.

### Memphis Grizzlies, Miami Heat, Dallas Mavericks (2005–2008)
Nach einer Saison in Memphis, in der er in 75 Spielen von Beginn an zum Einsatz kam, verlor Jones seinen Platz in der Startaufstellung, sodass er 2007 zu den Heat zurückkehrte. Aufgrund einer Verletzung von Wade spielte Jones die verbleibende Spiele in Miami in der Startaufstellung.
Sein letztes Jahr verbrachte Jones bei den Dallas Mavericks, ehe die Mavs ihn mitten in der Saison an die Indiana Pacers abgaben. Indiana entließ ihn nur wenige Tage danach, woraufhin Jones seinen Rücktritt vom professionellen Sport bekannt gab.